# Błyskawica (radiostacja)

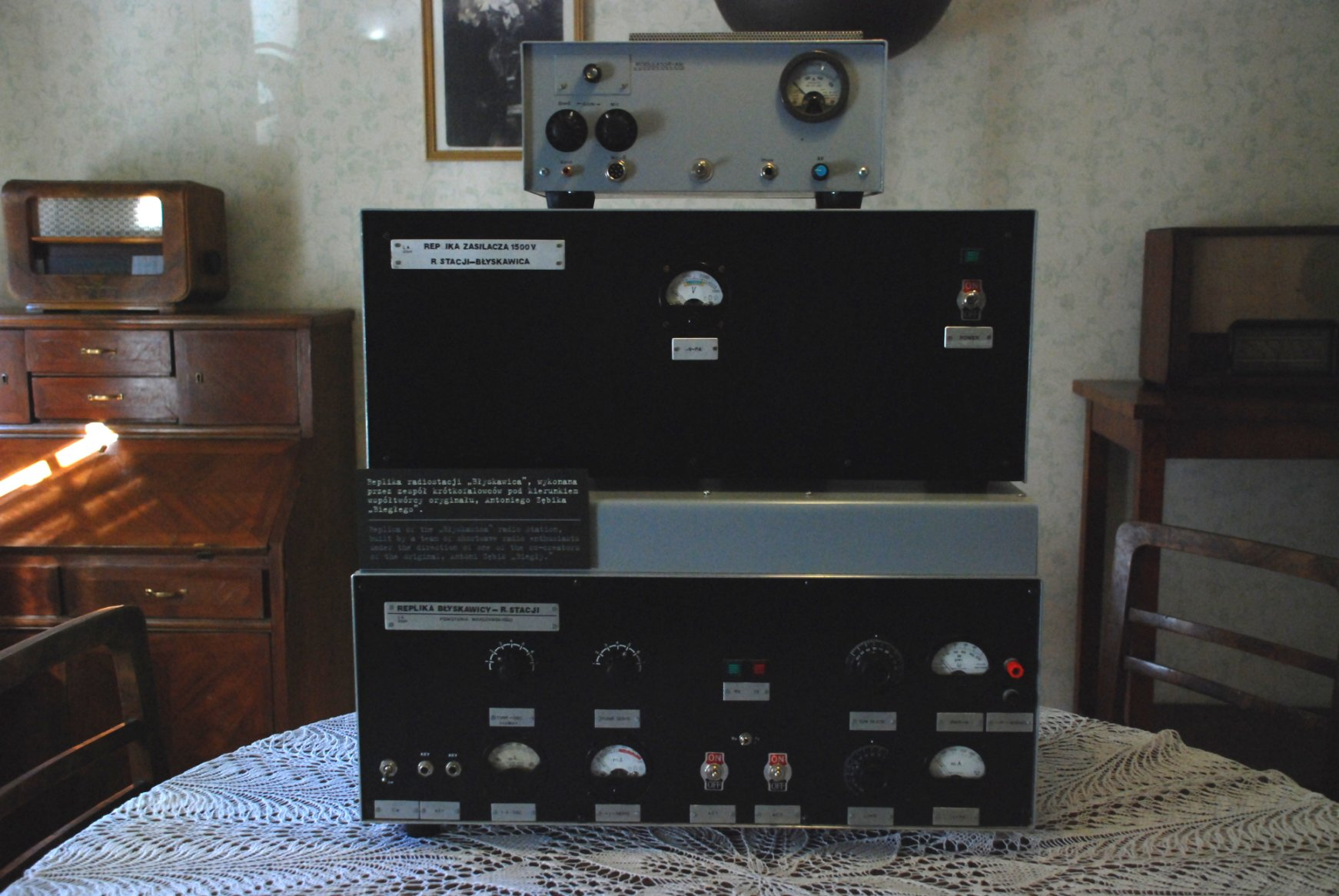
Replika radiostacji "Błyskawica" wykonana przez zespół pod kierunkiem współtwórcy oryginału Antoniego Zębika "Biegłego" w Muzeum Powstania Warszawskiego

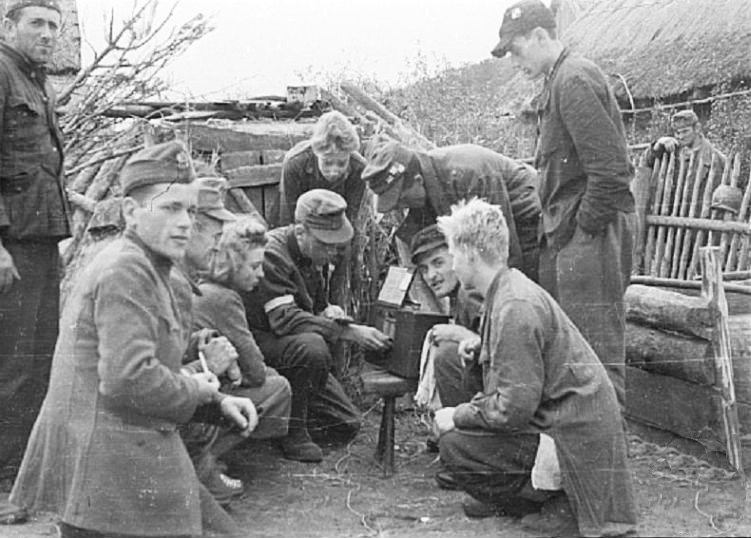
Żołnierze Kompanii Lotniczej Grupy Kampinos słuchają audycji Błyskawicy, we wsi Wiersze, około 15 września 1944

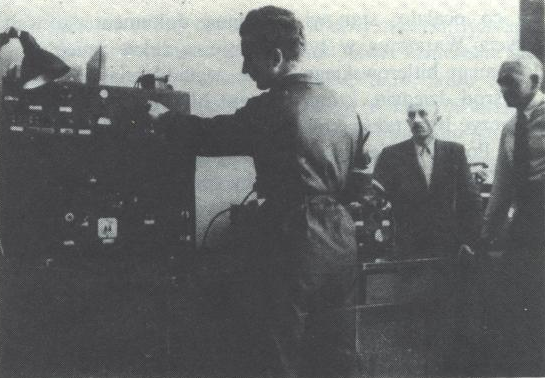
Studio radiostacji powstańczej "Błyskawica"

„Błyskawica”, Stacja Nadawcza Armii Krajowej „Błyskawica” – polska radiostacja, nadająca podczas Powstania warszawskiego, od 8 sierpnia 1944 do 4 października 1944 roku. Jej nazwa była wyrazem hołdu dla polskiego niszczyciela o tej samej nazwie, jedynego bojowego okrętu alianckiego, który uczestniczył w działaniach przez cały okres II wojny. Nadajnik radiostacji o mocy 200 watów (zasilanej z generatorów prądu w okresie Powstania) zbudowany został w 1943 w Częstochowie przez krótkofalowca Antoniego Zębika (ps. „Biegły”) oraz Bolesława Drożdża. Jej sygnałem była melodia „Warszawianki”. Stacja miała duży zasięg – obejmowała Europę i znaczną część globu, bo jej sygnał docierał nawet do Stanów Zjednoczonych.

## Historia
W ciągu trwania Powstania „Błyskawica”, nadawała swoje audycje bezpośrednio z linii frontu. Była zaciekle zwalczana przez nieprzyjaciela, wskutek czego musiała kilkakrotnie zmieniać miejsce nadawania. Początkowo siedziba powstańczej radiostacji mieściła się w budynku PKO (Pocztowa Kasa Oszczędności) przy ul. Jasnej 9. 25 sierpnia została przeniesiona do kawiarni „Adria” (ul. Moniuszki 10). 4 września trafiła do byłej ambasady ZSRR (ul. Poznańska 15) i następnie do Biblioteki Publicznej (ul. Koszykowa 26).
Komendantem „Błyskawicy” i jej szefem technicznym był Jan Gieorgica (ps. „Grzegorzewicz”). Stacja obsługiwała dwa niezależne od siebie programy: 1/ program Biura Informacji i Propagandy KG Armii Krajowej, którego kierownikiem programowym był Stanisław Zadrożny (ps. „Pawlicz”), a jego zastępcą – Zofia Rutkowska (ps. „Ewa”), oraz 2/ program Polskiego Radia, nadzorowany przez Edmunda Rudnickiego (ps. „Konopka”). Audycje PR nadawane były także w języku angielskim, łącznie nadano ich 77 w tym języku, a pisane były przez Jana Nowaka-Jeziorańskiego (ps. „Jan Nowak”) i odczytywane przez pilota RAF-u Johna Warda i Adama Truszkowskiego (ps. „Tomicki”). Audycje nadawano na falach krótkich i średnich, niektóre były kontynuacją m.in. dywersyjnej Akcji N, programu BIP KG AK, skierowanego do żołnierzy Wehrmachtu. Rolę spikerów pełnili m.in.: Zbigniew Świętochowski (ps. „Krzysztof”), Edmund Osmańczyk (ps. „Jan Gor”), Stefan Sojecki, Zbigniew Jasiński, Jeremi Przybora i Mieczysław Ubysz. Dzienniki i reportaże prowadził Jacek Wołowski. Zespół techniczny radiostacji tworzyli: inż. Roman Kitzner (ps. „Zbigniew”), inż. Zdzisław Wróblewski, inż. Czesław Brodziak oraz Henryk Paśnicki, (ps. „Bocian”), główny technik radiostacji.

Pierwsze słowa nadane na falach tej radiostacji, wypowiedziane przez Zbigniewa Świętochowskiego, brzmiały następująco:

Halo, tu mówi „Błyskawica”! Stacja nadawcza Armii Krajowej w Warszawie, na fali 32,8 oraz 52,2 m. Duch Warszawy jest wspaniały. Wspaniałe są kobiety Warszawy. Są wszędzie; na linii razem z żołnierzami lub jako sanitariuszki albo też łączniczki. Nawet dzieci ożywione są cudownym duchem męstwa. Pozdrawiamy wszystkich wolność miłujących ludzi świata! Żołnierzy Polski walczących we Włoszech i we Francji, polskich lotników i marynarzy.

4 października, dwa dni po podpisaniu kapitulacji Powstania, o godzinie 19.15, nadana została ostatnia audycja radiostacji. Apel Rady Jedności Narodowej, „Do Ludów Świata” odczytał Edmund Rudnicki. Jako ostatni zabrał głos komendant Jan Gieorgica, który poinformował słuchaczy o warunkach pracy stacji i zakończeniu jej nadawania. Po nadaniu ostatniej, 122. audycji „Błyskawicy” nadawanej po polsku, jej komendant „Grzegorzewicz” zniszczył radiostację, aby nie dostała się w ręce niemieckie. Jej szczątki zostały przez niego zakopane w rumowisku barykady przed Biblioteką na ul. Koszykowej.
Kończące walkę powstańczą słowa „Apelu do ludów świata” brzmiały: Krwi swej nie chcieliśmy oszczędzać, ale brak pomocy uczynił tę walkę całkowicie beznadziejną. Staje się więc rzecz, za którą odpowiedzialność spada na te czynniki, które tę pomoc uniemożliwiły […] Ta kapitulacja stanie się niewątpliwie piekącym wyrzutem dla świata.
Replika „Błyskawicy” wraz z oryginalnym kryształem, sercem radiostacji, znajduje się obecnie w Muzeum Powstania Warszawskiego. W „Jednodniówce”, gazetce wydanej w dniu jej ponownego uruchomienia (1 sierpnia 2004) przez to Muzeum, napisano:

Replika „Błyskawicy” w zasadzie nie różni się od oryginału. Twórcy zadbali o każdy detal, nawet o oryginalne stare gałki. Jedyną różnicą jest to, że współczesna „Błyskawica” nadaje w innym paśmie – 7,043 MHz – ponieważ pasmo z czasów Powstania jest już zajęte przez (sic!) NATO.

Podczas Powstania nadawała także inna radiostacja foniczna – „Burza” – skonstruowana przez Włodzimierza Markowskiego. Nadawała ona od 3 sierpnia z gmachu Poczty Głównej (plac Napoleona, dziś Powstańców Warszawy). W tym czasie uruchomione zostały także 3 inne powstańcze radiostacje, jednak o mniejszym zasięgu. Przygotowanie i koordynacja pracy wszystkich rozgłośni organizowana była przez Oddział VI Biura Informacji i Propagandy (BiP) Armii Krajowej.